# Равнина Сарандиб
Равнина Сарандиб (лат. Sarandib Planitia) — регион с относительно ровной, не кратерированной поверхностью, находящийся на Энцеладе (спутнике Сатурна).

## География и геология
Равнина Сарандиб была обнаружена на снимках космического аппарата «Вояджер-2». Максимальный размер равнины — около 165 км; координаты центра — 10°14′ с. ш. 311°49′ з. д. / 10,23° с. ш. 311,82° з. д.. Изображения комического аппарата «Вояджер-2» не позволили определить, является ли равнина Сарандиб частью ребристых равнин (Kargel, Pozio 1996) или же частью гладких равнин (Rothery 1999), которые считаются самыми молодыми участками поверхности спутника. На снимках в более высоком разрешении, которые позже получил аппарат «Кассини», видно, что равнина Сарандиб покрыта относительно невысокими хребтами и неглубокими впадинами. В частности, полоса разломов проходит через её середину с северо-запада на юго-восток. На западе равнины расположено несколько хребтов, возникших при сжатии, которые делают эту местность похожей на некоторые участки поверхности Европы. На равнине Сарандиб обнаружено всего лишь 20 кратеров, чьи размеры превышают 1 км (а диаметр крупнейшего — всего лишь 4,5 км). Этот факт свидетельствует о молодости региона. На севере равнина Сарандиб граничит с рытвинами Самарканд.

## Эпоним
Она названа древним арабским именем Шри-Ланки. Это название было утверждено Международным астрономическим союзом в 1982 году.